# Ilija Brozović
Ilija Brozović (* 26. Mai 1991 in Split, SR Kroatien, SFR Jugoslawien) ist ein kroatischer Handballspieler, der beim slowenischen Erstligisten RD Slovan Ljubljana unter Vertrag steht.

## Karriere
Ilija Brozović spielte beim RK Metković, bevor er 2011 zum RK Zagreb wechselte, mit dem er 2012, 2013 und 2014 jeweils Meisterschaft und Pokal gewann. Mit Zagreb spielte er in den Spielzeiten 2011/12, 2012/13, 2013/14 und 2014/15 in der EHF Champions League. Ab Sommer 2015 lief der 1,95 Meter große Kreisläufer für den HSV Hamburg auf, bei dem er einen Zweijahresvertrag unterschrieben hatte. Nachdem der HSVH im Dezember 2015 Insolvenz angemeldet hatte, wechselte er im Januar 2016 zum THW Kiel, mit dem er 2017 den DHB-Pokal gewann. Ab der Saison 2017/18 lief er für die TSV Hannover-Burgdorf auf. Zur Saison 2024/25 schloss er sich dem slowenischen Erstligisten RD Slovan Ljubljana an. Mit Ljubljana gewann er 2025 die slowenische Meisterschaft.
Brozović gehörte zum Kader der Kroatischen Nationalmannschaft, mit der er an der Weltmeisterschaft 2015 und der Weltmeisterschaft 2021 sowie der Europameisterschaft 2016 (Bronze) und der Europameisterschaft 2020 teilnahm. Weiterhin nahm er an den Olympischen Spielen 2016 in Rio de Janeiro teil.